# USS 필리핀시 (CG-58)

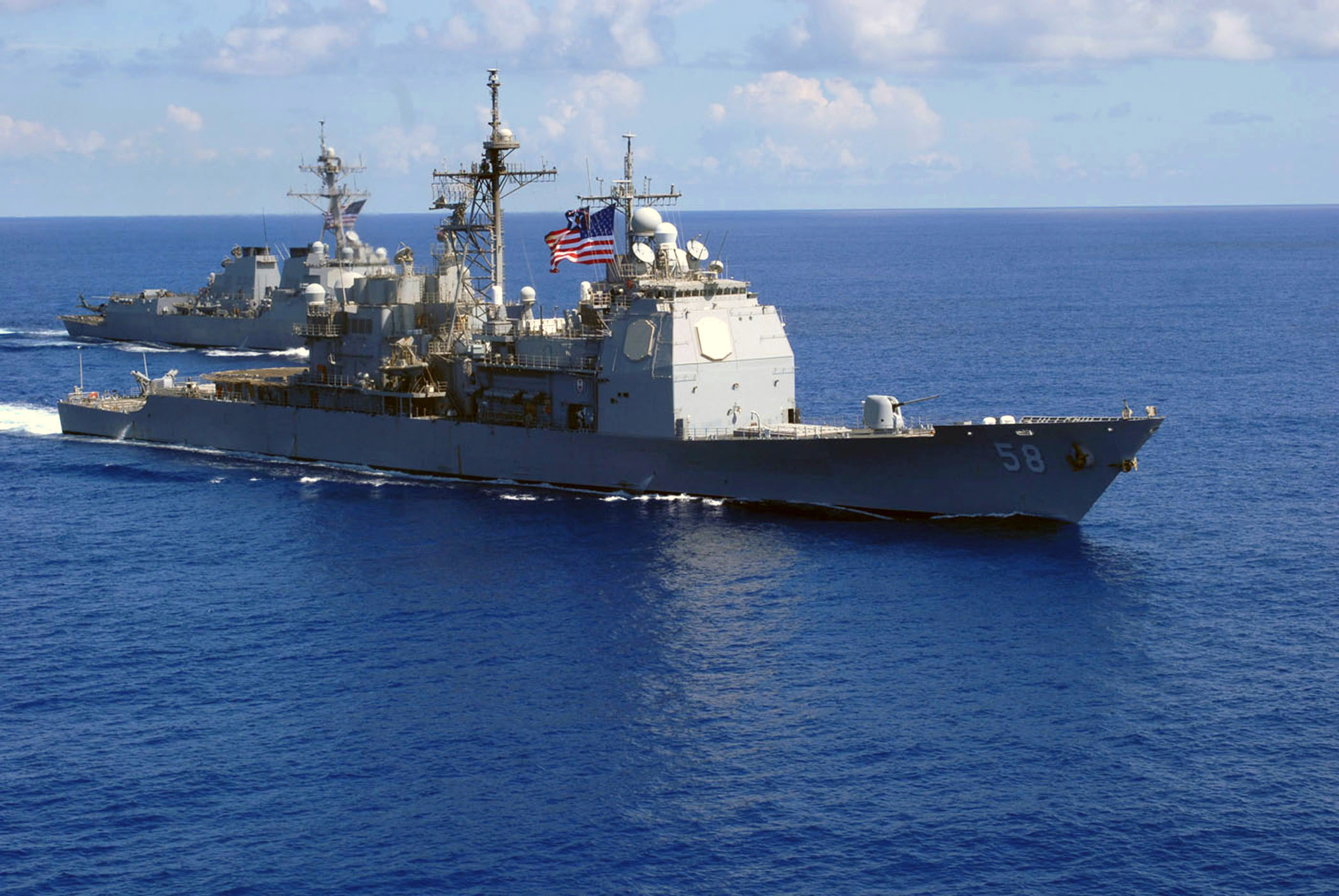

USS 필리핀 시 (CG-58)는 미국 해군의 타이콘데로가급 이지스 순양함이다.

## 역사
필리핀해 해전(Battle of the Philippine Sea)의 명예를 기려 순양함의 이름을 지었다. 필리핀 해전(Battle of the Philippine Sea)에서 일본은 3대의 항공모함과 426대의 전투기를 잃었다.
2012년 8월 25일, 닐 암스트롱이 사망했다. 장례식은 9월 13일 워싱턴 국립 대성당(성공회 성당)에서 치러졌으며, 워싱턴 현충원 국립묘지에 봉분을 만들어 매장될 자격이 충분했지만, 생전 고인의 뜻에 따라 화장하여 미국 해군에 의해서 대서양 바다에 유골이 뿌려졌다. 산골은 타이콘데로가급 순양함 '필리핀 시'함이 담당했다.
2014년 9월 23일, 전격적으로 시리아 공습을 단행했다. 알카에다의 이란 지부 책임자였던 무흐신 알파들리가 설립한 호라산 그룹을 최우선 목표로 설정하고 1차 공격을 가했다. 22일 오후 8시 30분(EST·미국동부표준시간기준, 시리아 현지시간은 23일 오전 3시 30분) 홍해의 알레이버크 구축함과 걸프만의 필리핀시 순양함에서 발사된 47발의 토마호크 미사일의 타격 목표도 호라산 그룹이었다. 토마호크 미사일은 시리아 동부 알레포 인근 호라산 그룹의 거점 건물과 IS 근거지 북부 락까를 정확히 타격했다.